# 年代地层学
年代地层学（Chronostratigraphy）是地层学的一个分支，主要研究岩层相对于时间的年龄。
年代地层学的最终目的是了解地质区域内所有岩石的沉积顺序和沉积时间，并确定地球的整个地质记录 
标准地层命名法是一种年代地层系统，其依据是由公认的化石群落（生物地层学）所定义的古生物时间区间。年代地层学的目的是为这些化石群层段和界面提供有意义的年代数据。

## 研究方法
年代地层学在很大程度上依赖于同位素地质学和地质年代学对已知和定义清晰的岩石单元进行明确定年，这些岩石单元包含地层系统定义的特定化石组合。在实践中，由于很难直接对大多数化石和沉积岩进行同位素测年，因此必须进行推断，以得出反映该层段开始的年代。 
所使用的方法源自叠覆律和横切关系原理。
由于火成岩以特定的时间间歇出现，并且在地质年表上基本属于瞬间，加之它们含有可通过同位素方法更精确测年的矿物组合，所以年代地层柱的构造在很大程度上依赖于侵入和喷出型火成岩。
通常与断层相关的变质作用，也可用于在年代地层柱中圈定沉积层段。变质岩偶尔可用来测年，它将能对所位于的沉积层年龄给出一些限定，例如，如含有笔石的岩层在某个点上叠压在晶体基底之上，那么，对晶体基底进行年代测定将给出该化石群的最大年龄。
这一过程需要相当程度的努力，并检查实地关系和年代日期。譬如，某一沉积层与切入进它的岩石之间可能相差数百万年时间；年代估算必须介于化石群中最古老的横切侵入岩和化石群所依附的最年轻岩石之间。

## 单位
年代地层单位，举例如下：
- 宇（eonothem） – 显生宇
- 界（erathem） – 古生界
- 系（system） – 奥陶系
- 统（series）– 上奥陶统
- 阶（stage） – 阿什极尔阶（Ashgill）

## 与地质年代学的区别
重要的是不要混淆地质年代学与年代地层学单位，年代地层学中的单位是地质材料，因此说在上白垩统中发现了“暴龙”化石的讲法是正确的 ；而地质年代学单位则是一段时间，与标准地层单位同名，但用“早/晚”替换了术语“上/下”，因此，说“霸王龙”生活在晚白垩世时期也是正确的。
年代地层学是地层学的一个重要分支，因为得出的相关年代对精确绘制岩石空间分布截面图和准确重建古代地理模型都至关重要。

## 另请查看
- 生物地层学
- 时带
- 地质年代学
- 地质记录
- 地质年代
- 地质年代学名称列表
- 构造地层学